# Bitva o Čchang-ša (1939)

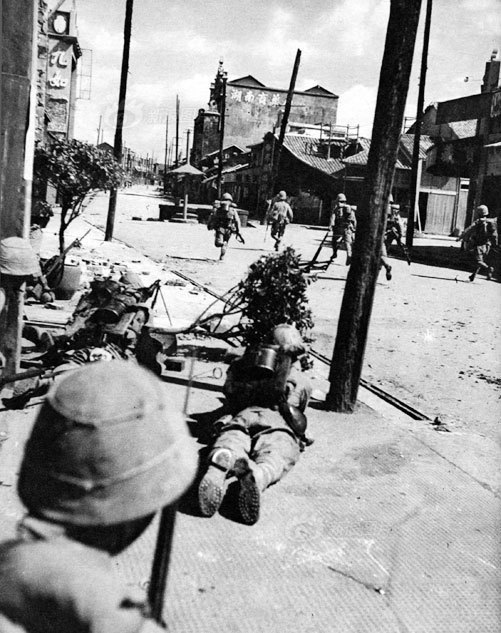
Voják japonského císařství v městském boji

Bitva o Čchang-ša v září a říjnu 1939 byla první ze čtyř pokusů japonské císařské armády o dobytí čínského města Čchang-ša v rámci druhé čínsko-japonské války.

## Průběh
Boje mezi stranami začaly v polovině září a skončily na začátku října roku 1939. Při bojích v ulicích města byly použity jedovaté plyny, což ženevský protokol po první světové válce zakázal. Japonci se postupem času dostávali do města, ale jejich zásobovací systém, neustálé obkličování japonských jednotek ve městě a neobvykle velké ztráty je donutily ustoupit. Japonci ztratili přes 40 000 mrtvých, zraněných a nezvěstných vojáků, na druhé straně byly ztráty podobně velké. Japonci nedokázali Čchang-šu ani jezero Tung-ting dobýt. Toto vítězství pozvedlo morálku čínských nacionalistů. Byl to první ze čtyř japonských útoků na město. Další útoky následovaly v roce 1941, v roce 1942 a ve Čtvrté bitvě o Čchang-ša (1944) už dokázali Japonci obsadit oblast města.